# Köprülü Mehmed
Köprülü Mehmed törökül: Köprülü Mehmed Paşa (Rojnik, 1575–1583 között – Drinápoly, 1661. október 31.) oszmán nagyvezír, a Török Birodalom hanyatlásának átmeneti megállítója. Albán származású volt, két fia, Ahmed és Musztafa később szintén a Birodalom nagyvezírei lettek.

## Élete
Albániában született és devsirme-gyerekként került a törökökhöz. Idővel egyre magasabb rangba jutott és 1656-ban nagyvezírré tette IV. Mehmed. Teljhatalmat kapott, az államügyek intézését is szinte teljesen ő vette a kezébe. Eléggé kemény módszereket alkalmazott politikájában, de vitathatatlan, hogy tehetséges és rátermett államférfiú volt.
A birodalomban ebben az időben komoly válságok álltak fenn, amik megindították a hanyatlás útján. A hódítások megcsappantak, emiatt a gazdasági erő is csökkent, s alig volt zsold a reguláris katonák (janicsárok, szpáhik) fizetésére. A janicsárság rendszeresen lázadozott, s nem egy esetben tettek le szultánokat a trónjukról. 1644-ben Velencével egy hosszú háború tört ki, amely kezdetben olasz sikerekkel indult és a keresztény hajók már Konstantinápoly kapuit döngették.
Mehmed szigorú takarékossági rendszabályokat vezetett be, mert világosan látta, hogy az állampénzek jó része elúszott egyfelől a fényűző életmód folytatásán. Sikerrel rendezte az adóviszonyokat, így újból zsoldot tudott fizetni, s a janicsárok egy időre lehiggadtak.
A Dardanelláknál legyőzte a velencei flottát, amelyek a fővárost fenyegették. 1658-ban személyesen vezetett hadjáratot Erdélybe, bevette Lugost és Karánsebest, majd a kegyvesztett II. Rákóczi György helyébe Barcsay Ákost nevezte ki. Később Anatóliában egy lázadást fojtott el.
Közben gondos nevelést adott fiának, Fazıl Ahmednak. 1661-ben, amikor meghalt, az energikus fiú került apja helyére és folytatta az eddigi politikát. A sikerek ellenére a kiváltó okokat nem tudták megszüntetni, ugyanis a birodalom léte a reguláris katonaságtól függött, amelyet a nagy hódítások láttak el.

## Külső hivatkozások
- Köprülü Mehmed Pasha (angol)
- R. Várkonyi Ágnes: Megújulások kora. Budapest, 2001, Magyar Könyvklub. ISBN 9635484712

| Elődje: Bojnujaralü Mehmed pasa | Az Oszmán Birodalom nagyvezíre 1656–1661 | Utódja: Köprülü Ahmed pasa |